# Lophoptera meeki
Lophoptera meeki là một loài bướm đêm trong họ Noctuidae.